# Connectix
Connectix Corporation — компания по производству программного и аппаратного обеспечения.

## История
Организована как дочерняя компания корпорации Apple для разработки и реализации программного пакета виртуализации Virtual PC. Причиной разработки послужило наличие большого количества программ для Windows, которые Virtual PC позволял запускать внутри виртуальной машины MacOS.
В 1999 году был выпущен эмулятор Virtual Game Station, позволявший запускать на MacOS игры для Sony PlayStation. Из-за появления программы Sony обратилась в суд, но проиграла дело.
В 2003 году компания Microsoft купила Connectix, в дальнейшем было принято решение прекратить развитие программного обеспечения для MAC OS.